# Norman Shelley
Norman Shelley (né le 16 février 1903 à Chelsea et mort le 22 août 1980  à Londres) est un acteur anglais, connu notamment pour son travail à la radio.

## Filmographie
- 1934 : The Iron Duke de Victor Saville